# ملیک زرقان
ملیک زرقان (انگلیسی: Malik Zorgane؛ زادهٔ ۲۷ ژوئن ۱۹۶۵) بازیکن فوتبال اهل الجزایر بود.
از باشگاه‌هایی که در آن بازی کرده‌است می‌توان به باشگاه فوتبال وفاق سطیف اشاره کرد.
وی همچنین در تیم ملی فوتبال الجزایر بازی کرده‌است.